# FK Avangard Koursk
Pour les articles homonymes, voir Avangard.
Maillots
Actualités
L'Avangard Koursk (russe : «Авангард» Курск) est un club de football russe fondé en 1958 et basé à Koursk.
Il évolue en troisième division russe depuis la saison 2020-2021.

## Histoire
Fondé en 1958 sous le nom Troudvyé reservy, le club intègre directement la deuxième division, où il évolue jusqu'à sa relégation en troisième division en 1970. Il reste par la suite à cet échelon jusqu'à la chute de l'Union soviétique en 1991, prenant notamment le nom Avangard à partir de 1973.
Intégré à la nouvelle troisième division russe, le club s'y maintient deux saisons avant d'être relégué au quatrième division. Après une quatrième place dans la zone 2 en 1994, il termine premier du groupe l'année suivante et retrouve le troisième échelon. Évoluant dans les groupes Ouest puis Centre, l'Avangard passe neuf saisons au troisième niveau, la majorité dans les places de bas de classement. L'équipe parvient finalement à accrocher la deuxième place à l'issue de la saison 2004 et accède à la deuxième division en remplacement de l'Arsenal Toula qui est rétrogradé. Le club passe trois saisons au deuxième échelon, enchaînant une seizième puis une dixième place avant de finir dix-huitième et relégable à l'issue de la saison 2007. De retour au troisième niveau, il échoue à remonter directement, terminant deuxième du groupe Centre à un point du Metallourg Lipetsk en 2008 avant de l'emporter l'année suivante. Son retour en deuxième division est cependant un échec, l'Avangard terminant dernier et largement relégable à l'issue de la saison 2010.
Retrouvant à nouveau le troisième échelon, le club échoue à nouveau à être promu directement, finissant deuxième à treize points du Saliout Belgorod à la fin de la saison 2011-2012. Il chute par la suite dans les places de milieu de classement avant de remonter avec une cinquième place en 2016 puis de terminer premier du groupe l'année suivante. Pour son retour en deuxième division, l'Avangard parvient à se maintenir en terminant onzième du classement et effectue dans le même temps un parcours remarquable en Coupe de Russie qui le voit notamment éliminer les clubs de première division du CSKA Moscou et de l'Amkar Perm pour atteindre la finale de la compétition pour la première fois de son histoire. Il est cependant vaincu à ce stade par le FK Tosno sur le score de 2-1.
L'équipe connaît par la suite un début de saison 2018-2019 très positif le voyant se classer troisième et barragiste à la trêve hivernale. Cependant dans le même temps, le club se voit confronter à de fortes difficultés financières, notamment du fait de la baisse des subventions du gouvernement de l'oblast de Koursk. Il connaît alors une deuxième partie de saison très décevante qui l'amène à finalement se classer huitième, loin des barragistes. Il termine la saison suivante en treizième position à la suite de l'arrêt prématuré du championnat en raison de la pandémie de Covid-19 en Russie mais se retire par la suite de la deuxième division pour des raisons financières.

### Historique du logo

Ancien logo.
Logo actuel.

## Bilan sportif

### Palmarès
| Période russe | Période soviétique |
| - Coupe de Russie - Finaliste : 2018. - Championnat de Russie de D2 - Huitième : 2019. - Championnat de Russie de D3 - Vainqueur de groupe : 2009 et 2017. - Championnat de Russie de D4 - Vainqueur de groupe : 1995. | - Coupe d'Union soviétique - Seizièmes de finale : 1961. - Championnat d'Union soviétique de D2 - Quatrième : 1961. - Championnat d'Union soviétique de D3 - Deuxième : 1964. |

### Classements en championnat
La frise ci-dessous résume les classements successifs du club en championnat d'Union soviétique.
La frise ci-dessous résume les classements successifs du club en championnat de Russie.

### Bilan par saison
Légende
- Vice-champion ou finaliste de la compétition
- Promotion en division supérieure
- Relégation en division inférieure

#### Période soviétique
| Saison | Championnat | Championnat | Championnat | Championnat | Championnat | Championnat | Championnat | Championnat | Championnat | Championnat | Coupe d'URSS          |
| Saison | Division    | Pos         | Pts         | J           | V           | N           | D           | BP          | BC          | Diff        | Coupe d'URSS          |
| ------ | ----------- | ----------- | ----------- | ----------- | ----------- | ----------- | ----------- | ----------- | ----------- | ----------- | --------------------- |
| 1958   | 2e Zone 2   | 16e         | 15          | 30          | 5           | 5           | 20          | 27          | 63          | -36         | Huitièmes de finale Q |
| 1959   | 2e Zone 2   | 11e         | 25          | 28          | 6           | 13          | 9           | 42          | 50          | -8          | —                     |
| 1960   | 2e Russie 1 | 6e          | 35          | 30          | 16          | 3           | 11          | 49          | 38          | +11         | Quarts de finale Q    |
| 1961   | 2e Russie 3 | 4e          | 25          | 23          | 9           | 7           | 7           | 32          | 29          | +3          | Seizièmes de finale   |
| 1962   | 2e Russie 2 | 2e          | 43          | 30          | 16          | 11          | 3           | 45          | 19          | +26         | Huitièmes de finale Q |
| 1963   | 3e Russie 1 | 9e          | 28          | 30          | 9           | 10          | 11          | 31          | 38          | -7          | Huitièmes de finale Q |
| 1964   | 3e Russie 3 | 2e          | 36          | 30          | 15          | 6           | 9           | 47          | 28          | +19         | Huitièmes de finale Q |
| 1965   | 3e Russie 3 | 5e          | 43          | 38          | 15          | 13          | 10          | 48          | 36          | +12         | 32es de finale        |
| 1966   | 3e Russie 3 | 7e          | 35          | 34          | 13          | 9           | 12          | 50          | 43          | +7          | Huitièmes de finale Q |
| 1967   | 3e Russie 1 | 12e         | 34          | 34          | 13          | 8           | 13          | 43          | 40          | +3          | Huitièmes de finale Q |
| 1968   | 3e Russie 3 | 3e          | 56          | 40          | 23          | 10          | 7           | 53          | 15          | +38         | Huitièmes de finale Q |
| 1969   | 3e Russie 3 | 4e          | 42          | 34          | 14          | 14          | 6           | 48          | 25          | +23         | —                     |
| 1970   | 4e Russie 1 | 8e          | 32          | 32          | 10          | 12          | 10          | 28          | 10          | +10         | —                     |
| 1971   | 3e Zone 2   | 18e         | 31          | 38          | 5           | 16          | 17          | 24          | 40          | -16         | —                     |
| 1972   | 3e Zone 3   | 19e         | 23          | 36          | 9           | 5           | 22          | 33          | 72          | -39         | —                     |
| 1973   | 3e Zone 3   | 13e         | 26          | 34          | 11          | 11          | 12          | 39          | 49          | -10         | —                     |
| 1974   | 3e Zone 4   | 3e          | 50          | 40          | 21          | 8           | 11          | 60          | 39          | +21         | —                     |
| 1975   | 3e Zone 3   | 9e          | 35          | 38          | 15          | 5           | 18          | 38          | 47          | -9          | —                     |
| 1976   | 3e Zone 3   | 4e          | 50          | 40          | 19          | 12          | 9           | 46          | 37          | +9          | —                     |
| 1977   | 3e Zone 3   | 16e         | 33          | 40          | 12          | 9           | 19          | 38          | 57          | -19         | —                     |
| 1978   | 3e Zone 3   | 23e         | 27          | 46          | 9           | 9           | 28          | 39          | 94          | -55         | —                     |
| 1979   | 3e Zone 3   | 23e         | 32          | 48          | 13          | 6           | 29          | 46          | 87          | -41         | —                     |
| 1980   | 3e Zone 3   | 15e         | 25          | 34          | 12          | 1           | 21          | 37          | 62          | -25         | —                     |
| 1981   | 3e Zone 3   | 16e         | 22          | 34          | 5           | 12          | 17          | 26          | 52          | -26         | —                     |
| 1982   | 3e Zone 5   | 11e         | 25          | 30          | 9           | 7           | 14          | 25          | 48          | -23         | —                     |
| 1983   | 3e Zone 5   | 15e         | 25          | 32          | 7           | 11          | 14          | 30          | 44          | -14         | —                     |
| 1984   | 3e Zone 3   | 15e         | 18          | 30          | 7           | 4           | 19          | 24          | 47          | -23         | —                     |
| 1985   | 3e Zone 5   | 5e          | 35          | 30          | 14          | 7           | 9           | 27          | 24          | +3          | —                     |
| 1986   | 3e Zone 5   | 3e          | 39          | 30          | 16          | 7           | 7           | 36          | 29          | +7          | —                     |
| 1987   | 3e Zone 5   | 7e          | 42          | 34          | 16          | 10          | 8           | 43          | 34          | +9          | 64es de finale        |
| 1988   | 3e Zone 5   | 12e         | 29          | 34          | 8           | 13          | 13          | 27          | 46          | -19         | 32es de finale        |
| 1989   | 3e Zone 3   | 17e         | 34          | 42          | 12          | 10          | 20          | 40          | 61          | -21         | —                     |
| 1990   | 4e Zone 5   | 13e         | 28          | 32          | 11          | 6           | 15          | 30          | 49          | -19         | —                     |
| 1991   | 4e Zone 5   | 8e          | 48          | 42          | 22          | 4           | 16          | 56          | 48          | +8          | —                     |

#### Période russe
| Saison    | Championnat | Championnat | Championnat | Championnat | Championnat | Championnat | Championnat | Championnat | Championnat | Championnat | Coupe de Russie     |
| Saison    | Division    | Pos         | Pts         | J           | V           | N           | D           | BP          | BC          | Diff        | Coupe de Russie     |
| --------- | ----------- | ----------- | ----------- | ----------- | ----------- | ----------- | ----------- | ----------- | ----------- | ----------- | ------------------- |
| 1992      | 3e Zone 2   | 10e         | 47          | 42          | 22          | 3           | 17          | 67          | 67          | 0           | —                   |
| 1993      | 3e Zone 2   | 6e          | 31          | 30          | 15          | 1           | 14          | 44          | 59          | -15         | 256es de finale     |
| 1994      | 4e Zone 2   | 4e          | 42          | 32          | 19          | 4           | 9           | 51          | 39          | +12         | 64es de finale      |
| 1995      | 4e Zone 2   | 1er         | 65          | 30          | 21          | 2           | 7           | 52          | 30          | +22         | 128es de finale     |
| 1996      | 3e Ouest    | 15e         | 43          | 38          | 13          | 4           | 21          | 50          | 78          | -28         | 64es de finale      |
| 1997      | 3e Ouest    | 15e         | 40          | 38          | 11          | 7           | 20          | 40          | 58          | -18         | 256es de finale     |
| 1998      | 3e Centre   | 18e         | 36          | 40          | 9           | 9           | 22          | 34          | 54          | -20         | 128es de finale     |
| 1999      | 3e Centre   | 15e         | 37          | 36          | 10          | 7           | 19          | 40          | 59          | -19         | 128es de finale     |
| 2000      | 3e Centre   | 8e          | 54          | 38          | 16          | 6           | 16          | 36          | 41          | -5          | 64es de finale      |
| 2001      | 3e Centre   | 8e          | 58          | 38          | 17          | 7           | 14          | 47          | 41          | +6          | 256es de finale     |
| 2002      | 3e Centre   | 15e         | 41          | 38          | 11          | 8           | 19          | 40          | 55          | -15         | 256es de finale     |
| 2003      | 3e Centre   | 13e         | 37          | 36          | 10          | 7           | 19          | 28          | 37          | -9          | 256es de finale     |
| 2004      | 3e Centre   | 2e          | 68          | 32          | 21          | 5           | 6           | 60          | 23          | +37         | 256es de finale     |
| 2005      | 2e          | 16e         | 48          | 42          | 11          | 15          | 16          | 36          | 45          | -9          | 128es de finale     |
| 2006      | 2e          | 10e         | 61          | 42          | 16          | 13          | 13          | 45          | 38          | +7          | 32es de finale      |
| 2007      | 2e          | 18e         | 51          | 42          | 15          | 6           | 21          | 50          | 55          | -5          | 32es de finale      |
| 2008      | 3e Centre   | 2e          | 75          | 34          | 23          | 6           | 5           | 48          | 18          | +30         | Seizièmes de finale |
| 2009      | 3e Centre   | 1er         | 73          | 32          | 24          | 1           | 7           | 68          | 23          | +45         | 32es de finale      |
| 2010      | 2e          | 20e         | 27          | 38          | 7           | 6           | 25          | 31          | 67          | -36         | Seizièmes de finale |
| 2011-2012 | 3e Centre   | 2e          | 70          | 39          | 21          | 7           | 11          | 62          | 36          | +26         | Seizièmes de finale |
| 2011-2012 | 3e Centre   | 2e          | 70          | 39          | 21          | 7           | 11          | 62          | 36          | +26         | 64es de finale      |
| 2012-2013 | 3e Centre   | 9e          | 41          | 30          | 11          | 8           | 11          | 42          | 40          | +2          | 64es de finale      |
| 2013-2014 | 3e Centre   | 8e          | 42          | 30          | 12          | 6           | 12          | 37          | 39          | -2          | 32es de finale      |
| 2014-2015 | 3e Centre   | 9e          | 43          | 30          | 13          | 4           | 13          | 45          | 35          | +10         | 128es de finale     |
| 2015-2016 | 3e Centre   | 5e          | 39          | 26          | 10          | 9           | 7           | 33          | 22          | +11         | 128es de finale     |
| 2016-2017 | 3e Centre   | 1er         | 45          | 24          | 13          | 6           | 5           | 28          | 16          | +12         | 128es de finale     |
| 2017-2018 | 2e          | 11e         | 45          | 38          | 10          | 15          | 13          | 43          | 46          | -3          | Finale              |
| 2018-2019 | 2e          | 8e          | 58          | 38          | 16          | 8           | 14          | 48          | 42          | +6          | Seizièmes de finale |
| 2019-2020 | 2e          | 13e         | 29          | 27          | 5           | 14          | 8           | 29          | 39          | -10         | 32es de finale      |
| 2020-2021 | 3e Groupe 3 | 11e         | 36          | 30          | 9           | 9           | 12          | 35          | 41          | -6          | 128es de finale     |
| 2021-2022 | 3e Groupe 3 | 8e          | 27          | 22          | 7           | 6           | 9           | 25          | 33          | -8          | 128es de finale     |
| 2022-2023 | 3e Groupe 3 | 5e          | 34          | 22          | 9           | 7           | 6           | 36          | 22          | +14         | 32es de finale      |
| 2023-2024 | 3e Argent   | 6e          | 25          | 18          | 7           | 4           | 7           | 27          | 19          | +8          | 128es de finale     |

## Personnalités

### Entraîneurs
La liste suivante présente les différents entraîneurs du club depuis sa fondation.
- Anton Iakovlev (1958-1959)
- Vassili Jarkov (1960-juillet 1961)
- Aleksandr Rogov (juillet 1961-1962)
- Vassili Vassiliev (janvier 1963-juin 1963)
- Dmitri Kotopoulo (juin 1963-août 1963)
- Nikolaï Rytchkov (août 1963-décembre 1963)
- Konstantin Riazantsev (1964)
- Viktor Samoïlov (1965)
- Alekseï Zaïtsevski (janvier 1966-septembre 1966)
- Dmitri Kotopoulo (septembre 1966-décembre 1966)
- Aleksandr Ilitchiov (1967)
- Grigori Douganov (1968-1969)
- Aleksandr Ilitchiov (1970-1971)
- Albert Simonov (1972-1973)
- Ievgueni Bouda (1974-août 1981)
- Guennadi Nepotchatykh (août 1981-décembre 1981)
- Ievgueni Bouda (1982)
- Aleksandr Galkine (juillet 1983-août 2003)
- Oleg Delov (août 2003-mars 2006)
- Ievgueni Borzykine (mars 2006-mai 2007)
- Sergueï Gorloukovitch (mai 2007-novembre 2007)
- Valeri Iesipov (janvier 2008-août 2010)
- Oleg Sergueïev (août 2010-septembre 2010)
- Aleksandr Ignatenko (août 2010-mai 2012)
- Sergueï Frantsev (mai 2012-avril 2013)
- Igor Zazouline (avril 2013-avril 2014)
- Sergueï Boulatov (juin 2014-décembre 2014)
- Igor Beliaïev (décembre 2014-septembre 2017)
- Khasanbi Bidjiev (septembre 2017-mai 2018)
- Igor Beliaïev (juin 2018-juin 2019)
- Mourat Iskakov (juin 2019-août 2019)
- Oleg Vassilenko (août 2019-décembre 2019)
- Igor Beliaïev (décembre 2019-)

### Joueurs emblématiques
Les joueurs internationaux suivants ont joué pour le club. Ceux ayant évolué en équipe nationale lors de leur passage à l'Avangard sont marqués en gras.
- Albert Borzenkov
- Valeri Chijov (en)
- Artiom Rebrov
- Valeri Iesipov
- Andreï Poryvaïev (en)
- Vitaliy Abramov (en)
- Gheorghe Boghiu
- Vladimir Cosse (en)
- Oleg Șișchin
- Andriy Annenkov (en)
- Anzour Nafash (en)